# Bonprix
A bonprix vezető ruhaipari szállítmányküldő vállalat. Hamburgban alapították 1986-ban az Otto Group leányvállalataként. A bonprix termékkínálata női, férfi és gyermekruházatból, valamint textíliákból és háztartási kellékekből áll.
A bonprixet négy vezetőségi tag képviseli: Dr Kai Heck, Rien Jansen, Dr Markus Fuchshofen és Dr Richard Gottwald. A vállalat 3000 munkatársat alkalmaz világszerte.
A márkát a magyar piacon a lengyel bonprix Sp. z o.o.vállalat képviseli.

## Történet
A bonprixet 1986-ban Hans-Joachim Mundt és Michael Newe alapította. 1988-ban csatlakozott hozzájuk Josef Teeken. 1989-ben a cég története során első alkalommal a bevétel meghaladta az 1 millió német márkát. Működésének megkezdése után csupán néhány héttel adta ki a cég az első katalógusát. Ennek összesen 32 oldala volt – a bonprix jelenlegi katalógusai majdnem 200 oldalból állnak.
A bonprix 1997 óta van jelen a világhálón, innen származik a cég megrendeléseinek több mint 50%-a. 1999-től állt fel a bonprix üzlethálózata, először Észak-Németországban. A ruhaipari vállalatnak 70-nél több boltja van Németországban, s 30 feletti a számuk Ausztriában, Svájcban és Olaszországban.
Magyarországon a bonprix webáruháza 2007 óta üzemel. 2016-ban a cég internetes boltját havonta közel 370.000 felhasználó látogatta meg.

## Tevékenység
A bonprix a ’90-es évek végétől a többcsatornás értékesítési stratégiát alkalmazza. A bonprix működésének 4 csatornája az e-commerce, katalógus, kiskereskedelmi üzlethálózat és teleshop. Napjainkban az áruháznak 30 millió ügyfele van a világ 29 országában, ebből 9,5 millió Németországban, ahol a webáruház a 10 legnagyobb közé tartozik. 2015/16 évi 1,432 milliárd eurós bevételével a bonprix az Otto Group legerősebb vállalatai közé tartozik.
1991 óta a bonprix más európai országokban is terjeszkedni kezdett. A cég napjainkban 29 országban van jelen, köztük Magyarországon.
A webáruház a cég jelenleg legfontosabb értékesítési csatornája. Kínálatában kb. 30 ezer termék található. Az ajánlatok a katalógusban is megtekinthetők, amely a cég által megadott adatok szerint 500.000 háztartásba jutnak el Magyarországon.